# Zhangheoteriidae
Zhangheotheriidae es una familia extinta de mamíferos pertenecientes al grupo Symmetrodonta, posiblemente parafilética cuyos restos se han encontrados en depósitos del Cretácico Inferior en China. Se ha descrito a dos géneros, Anebodon y Zhangheotherium.

## Clasificación
El cladograma presentado a continuación, limitado a los Zhangheotheriidae, es basado en el análisis realizado por Bi et al. en 2016 para la descripción del nuevo género Anebodon:

|  | Anebodon    |
|  |             |
|  | Kiyatherium |
|  |             |

|  | Zhangheotherium                                                             |
|  |                                                                             |
|  | \| \| Otros Symmetrodonta no pertenecientes a Zhangheotheriidae \| \| \| \| |
|  |                                                                             |
|  | Otros Symmetrodonta no pertenecientes a Zhangheotheriidae                   |
|  |                                                                             |

|  | Otros Symmetrodonta no pertenecientes a Zhangheotheriidae |
|  |                                                           |

|  | Zhangheotherium                                                             |
|  |                                                                             |
|  | \| \| Otros Symmetrodonta no pertenecientes a Zhangheotheriidae \| \| \| \| |
|  |                                                                             |
|  | Otros Symmetrodonta no pertenecientes a Zhangheotheriidae                   |
|  |                                                                             |

|  | Otros Symmetrodonta no pertenecientes a Zhangheotheriidae |
|  |                                                           |

|  | Anebodon    |
|  |             |
|  | Kiyatherium |
|  |             |

|  | Zhangheotherium                                                             |
|  |                                                                             |
|  | \| \| Otros Symmetrodonta no pertenecientes a Zhangheotheriidae \| \| \| \| |
|  |                                                                             |
|  | Otros Symmetrodonta no pertenecientes a Zhangheotheriidae                   |
|  |                                                                             |

|  | Otros Symmetrodonta no pertenecientes a Zhangheotheriidae |
|  |                                                           |

|  | Zhangheotherium                                                             |
|  |                                                                             |
|  | \| \| Otros Symmetrodonta no pertenecientes a Zhangheotheriidae \| \| \| \| |
|  |                                                                             |
|  | Otros Symmetrodonta no pertenecientes a Zhangheotheriidae                   |
|  |                                                                             |

|  | Otros Symmetrodonta no pertenecientes a Zhangheotheriidae |
|  |                                                           |